# کاد اینک
کاد اینک (انگلیسی: QAD Inc.) شرکت نرم‌افزار آمریکایی است، که در سال ۱۹۷۹ تأسیس شد.